# Cat Power

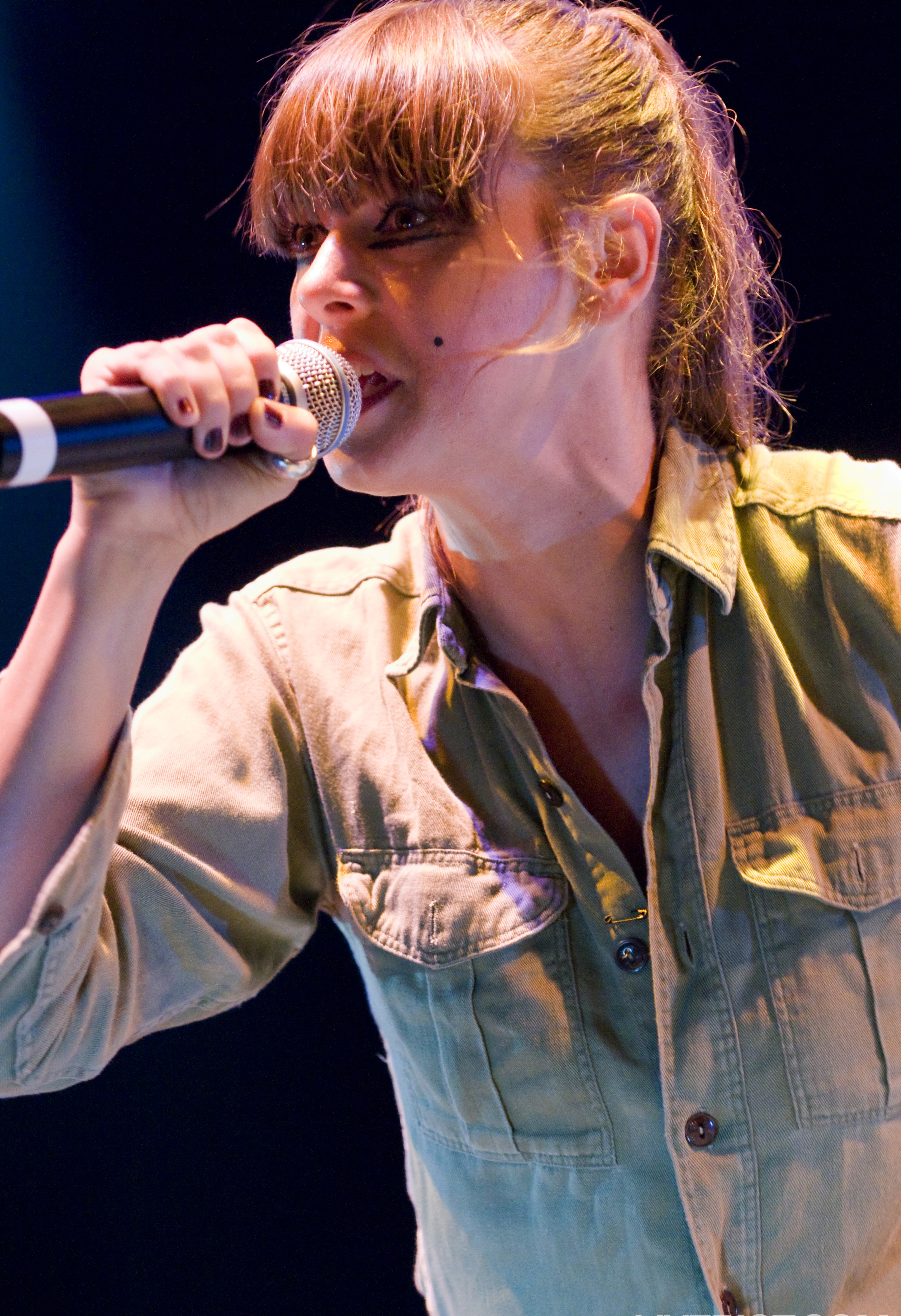
Cat Power uppträder i Barcelona i september 2008.

Charlyn Marie "Chan" Marshall, mer känd under artistnamnet Cat Power, född 21 januari 1972 i Atlanta i Georgia, är en amerikansk singer/songwriter. Hon är känd för sin minimalistiska musikstil, glesa gitarr- och pianospel, samt för sin "andliga" sångröst.
Musikstilen är rätt så lugn och djup alternativ rock med spår av folkrock i flera av hennes låtar. Hon har jämförts med bland andra PJ Harvey.

## Diskografi

### Studioalbum
- 1995 – Dear Sir (Plain Records)
- 1996 – Myra Lee (Smells Like Records)
- 1996 – What Would the Community Think (Matador Records)
- 1998 – Moon Pix (Matador Records)
- 2000 – The Covers Record (Matador Records)
- 2003 – You Are Free (Matador Records)
- 2006 – The Greatest (Matador Records)
- 2008 – Jukebox (Matador Records)
- 2012 – Sun (Matador Records)
- 2018 – Wanderer

### Singlar och EP
- "Headlights" (1994)
- "Nude as the News" (1996)
- "Undercover" (2000)
- "He War" (2002)
- "The Greatest" (2006)
- "Dark End of the Street" EP (2008)

## Videor
- Speaking for Trees: A Film by Mark Borthwick (2004)